# Jöhstadt
Jöhstadt er en lille kommune som efter Kreisreformen i 2008 er en del af Erzgebirgskreis i den tyske delstat Sachsen. Førhen var den en del af den daværende Landkreis Annaberg.

## Geografi
Jöhstadt ligger i de øvre Erzgebirge ved grænsen til Tjekkiet, 10 km sydøst for Annaberg-Buchholz, og 35 km nordøst for Karlovy Vary (Karlsbad). Der er to grænseovergange for fodgængere hvoraf den ene i dalen til floden Schwarzwassers fører til Černý Potok (Pleil); Den anden ligger i floddalen til Preßnitz og fører fra landsbyen Schmalzgrube til Kryštofovy Hamry (Christophhammer).

### Landsbyer
- Schmalzgrube
- Grumbach og Neugrumbach
- Steinbach og Oberschmiedeberg

## Kultur og seværdigheder
I landsbyen Schmalzgrube er en gammel smelteovn vidnesbyrd om den tidligere sølvudvinding.
I Jöhstadt ligger den største vindmøllepark i Sachsen.
Indtil 1986 var byen endestation for den smalsporede Preßnitztalbahn, og der er stadig regelmæssig trafik med damplokomotiver på en museumsjernbane via Schmalzgrube til Steinbach.